# Ceresa vitulus
Ceresa vitulus är en insektsart som beskrevs av Fabricius. Ceresa vitulus ingår i släktet Ceresa och familjen hornstritar. Inga underarter finns listade i Catalogue of Life.